# São Léo Open 2011
Il São Léo Open 2011 è stato un torneo professionistico di tennis maschile giocato sulla terra rossa. È stata la 1ª edizione del torneo, facente parte dell'ATP Challenger Tour nell'ambito dell'ATP Challenger Tour 2011. Si è giocato a São Leopoldo in Brasile dal 31 ottobre al 6 novembre 2011.

## Partecipanti

### Teste di serie
| Nazionalità | Giocatore             | Ranking* | Testa di serie |
| ----------- | --------------------- | -------- | -------------- |
| Portogallo  | Rui Machado           | 80       | 1              |
| Argentina   | Diego Junqueira       | 91       | 2              |
| Portogallo  | Frederico Gil         | 96       | 3              |
| Argentina   | Leonardo Mayer        | 99       | 4              |
| Brasile     | Ricardo Mello         | 109      | 5              |
| Spagna      | Rubén Ramírez Hidalgo | 130      | 6              |
| Argentina   | Máximo González       | 131      | 7              |
| Stati Uniti | Wayne Odesnik         | 136      | 8              |

- 1 Ranking al 24 ottobre 2011.

### Altri partecipanti
Giocatori che hanno ricevuto una wild card:
- Guilherme Clezar
- Franco Ferreiro
- André Ghem
- Bruno Sant'Anna

Giocatori che sono entrati nel tabellone principale come special exempt:
- Thiago Alves

Giocatori che sono entrati nel tabellone principale come alternate:
- Martín Alund

Giocatori che sono passati dalle qualificazioni:
- Marcelo Demoliner
- Pablo Galdón
- Andre Miele
- Marco Trungelliti

## Campioni

### Singolare
Leonardo Mayer ha battuto in finale  Nikola Ćirić con il punteggio di 7–5, 7–6(1).

### Doppio
Franco Ferreiro /  Rubén Ramírez Hidalgo hanno battuto in finale  Gastão Elias /  Frederico Gil con il punteggio di 6(4)–7, 6–3, [11–9].